# Марис Янсонс (фильм)
«Марис Янсонс» (латыш. Mariss Jansons) — документальный фильм режиссёра Мары Страуме, снятый на Латвийском телевидении в 1999 году.

## Сюжет
Фильм рассказывает о жизни и творчестве выдающегося латвийского дирижёра Мариса Янсонса. Авторы стараются показать во всём многообразии личность музыканта, находящегося в постоянном движении, делящего себя между Ригой, Санкт-Петербургом, Осло и Питтсбургом.   
О Марисе Янсоне рассказывают Гидон Кремер, Йо-Йо Ма, Мстислав Ростропович, оркестранты, мать и дочь музыканта. Особое место отведено интервью с самим дирижёром.
Звучит музыка Дворжака, Вагнера, Паганини, Верди, Стравинского, Штрауса и Барбера. Отрывки из концертов и репетиций, проведённых совместно с Национальным симфоническим оркестром Латвийской Республики (солист Гидон Кремер), Академическим симфоническим оркестром Санкт-Петербургской филармонии, Филармоническим оркестром Осло, Питтсбургским симфоническим оркестром (солист Йо-Йо Ма).

## Съёмочная группа
- Автор сценария: Майя Амолиня
- Режиссёр-постановщик: Мара Страуме
- Оператор-постановщик: Дзинтарс Спрингис
- Звукооператор: Илмар Пилинс
- Редактор: Валдис Зелонка
- Продюсер: Майя Амолиня

## Награды
- 2000 — Майя Амолиня за сценарий к фильму на кинофестивале «Большой Кристап»